# Wakatake-Klasse
Die Wakatake-Klasse (japanisch 若竹型駆逐艦 Wakatake-gata kuchikukan) war eine Klasse von acht Zerstörern der Kaiserlich Japanischen Marine, die nach dem Ersten Weltkrieg gebaut wurden und im Zweiten Weltkrieg zum Einsatz kamen.

## Entwicklungsgeschichte und Bau
Die Wakatake-Klasse war eine modifizierte Momi-Klasse mit einer um 50 Tonnen gesteigerten Verdrängung und größerem Tiefgang. Dies erfolgte um die Fahreigenschaften bei schwerer See, insbesondere gegen Rollen, zu verbessern.
Diese schnellen Boote, für ihre Größe verhältnismäßig gut bewaffnet, waren sowohl zum Legen als auch Suchen von Seeminen ausgerüstet, wiesen aber trotz alledem keine besonderen Vorzüge auf. Sie waren die letzten Zerstörer 2. Klasse in der Kaiserlich Japanischen Marine.
Dreizehn Einheiten wurden im Rahmen des zweiten Acht-Acht-Flottenprogramms (Hachihachi Kantai) von 1921 bei vier privaten Werften geordert, aber bereits 1922 wurden fünf von diesen in folge von Haushaltsbeschränkungen und des Washingtoner Flottenvertrages annulliert.
Die Marine plante ursprünglich, dass die Schiffe Namen tragen sollten, aber nach ihrer Fertigstellung erhielten sie Zahlen aufgrund der projizierten großen Anzahl von Kriegsschiffen, welche voraussichtlich durch das Flottenprogramm zu bauen sein würden. Dies erwies sich bei den Besatzungen aber als äußerst unbeliebt und war eine ständige Quelle der Verwirrung in der Kommunikation. Darum wurden zum 1. August 1928 Namen vergeben, aber nicht die ursprünglich geplanten.
Wie die Einheiten der nachfolgenden Mutsuki-Klasse, waren diese älteren und kleinen Boote für den Flottendienst Ende der 30er bzw. Anfang der 40er nicht mehr geeignet. Weshalb sie für Geleitsicherungsaufgaben in den chinesischen Gewässern oder der Philippinensee eingesetzt wurden.

## Liste der Schiffe
| Name                          | Bauwerft                                                                                      | Kiellegung                             | Stapellauf                             | Indienststellung                       | Verbleib                                                                                            |
| ----------------------------- | --------------------------------------------------------------------------------------------- | -------------------------------------- | -------------------------------------- | -------------------------------------- | --------------------------------------------------------------------------------------------------- |
| Wakatake                      | Kawasaki, Kōbe                                                                                | 13. Dezember 1921                      | 24. Juli 1922                          | 30. September 1922                     | versenkt am 30. März 1944 durch amerik. Luftangriff, nördlich von Palau                             |
| Kuretake                      | Kawasaki, Kōbe                                                                                | 15. März 1922                          | 21. Oktober 1922                       | 21. Dezember 1922                      | versenkt am 30. Dezember 1944 durch amerik. U-Boot USS Razorback, südöstlich von Formosa            |
| Sanae                         | Uraga Schiffswerft, Yokosuka                                                                  | 5. April 1922                          | 15. Februar 1923                       | 5. November 1923                       | versenkt am 14. November 1943 durch amerik. U-Boot USS Bluefish, nördliche Clebessee                |
| Sawarabi                      | Uraga Schiffswerft, Yokosuka                                                                  | 20. November 1922                      | 1. September 1923                      | 24. Juli 1924                          | am 5. Dezember 1932 in der Formosastraße im Sturm gesunken                                          |
| Asagao                        | Ishikawajima Zōsen, Tokio                                                                     | 14. März 1922                          | 4. November 1922                       | 10. Mai 1923                           | nach Minentreffer am 22. August 1945 in der Kammon-Straße außer Dienst gestellt und 1948 abgewrackt |
| Yūgao                         | Ishikawajima Zōsen, Tokio                                                                     | 15. Mai 1922                           | 14. April 1923                         | 31. Mai 1924                           | versenkt am 10. November 1944 durch amerik. U-Boot USS Greenling, bei Irōzaki                       |
| Shion                         | Kawasaki, Kōbe                                                                                | Auftrag 1922 vor Baubeginn annulliert. | Auftrag 1922 vor Baubeginn annulliert. | Auftrag 1922 vor Baubeginn annulliert. | Auftrag 1922 vor Baubeginn annulliert.                                                              |
| Fuyō                          | Fujinagata Zōsen, Osaka                                                                       | 16. Februar 1922                       | 23. September 1922                     | 16. März 1923                          | versenkt am 20. Dezember 1943 durch amerik. U-Boot USS Puffer, westlich von Manila                  |
| Karukaya                      | Fujinagata Zōsen, Osaka                                                                       | 16. Mai 1922                           | 19. März 1923                          | 20. August 1923                        | versenkt am 10. Mai 1944 durch amerik. U-Boot USS Cod, im Südchinesischen Meer                      |
| Omodaka Nadeshiko Botan Bashō | Kawasaki, Kōbe Fujinagata Zōsen, Osaka Uraga Schiffswerft, Yokosuka Ishikawajima Zōsen, Tokio | Aufträge nicht vergeben.               | Aufträge nicht vergeben.               | Aufträge nicht vergeben.               | Aufträge nicht vergeben.                                                                            |

### Namenshistorie
| Bei Planung        | Bei Bestellung                                    | Ab 24. April 1924                                      | Ab 1. August 1928 | Nach umbau zum Patrouillenboot                              |
| Kikyō (桔梗)       | Dai-2 Kuchikukan (第二駆逐艦), 2. Zerstörer       | Dai-2-Gō Kuchikukan (第二号駆逐艦), Nr.2 Zerstörer     | Wakatake (若竹)   |                                                             |
| Yuri (百合)        | Dai-4 kuchikukan (第四駆逐艦), 4. Zerstörer       | Dai-4-Gō kuchikukan (第四号駆逐艦), Nr.4 Zerstörer     | Kuretake (呉竹)   |                                                             |
| Ayame (菖蒲)       | Dai-6 kuchikukan (第六駆逐艦), 6. Zerstörer       | Dai-6-Gō kuchikukan (第六号駆逐艦), Nr.6 Zerstörer     | Sanae (早苗)      |                                                             |
| Kaidō (海棠)       | Dai-8 kuchikukan (第八駆逐艦), 8. Zerstörer       | Dai-8-Gō kuchikukan (第八号駆逐艦), Nr.8 Zerstörer     | Sawarabi (早蕨)   |                                                             |
| Kakitsubata (杜若) | Dai-10 kuchikukan (第十駆逐艦), 10. Zerstörer     | Dai-10-Gō kuchikukan (第十号駆逐艦), Nr.10 Zerstörer   | Asagao (朝顔)     |                                                             |
| Tsutsuji (躑躅)    | Dai-12 kuchikukan (第十二駆逐艦), 12. Zerstörer   | Dai-12-Gō kuchikukan (第十二号駆逐艦), Nr.12 Zerstörer | Yūgao (夕顔)      | Dai-46-Gō shōkaitei (第四六号哨戒艇), Nr.46 Patrouillenboot |
| Shion (紫苑)       | Dai-14 kuchikukan (第十四駆逐艦), 14. Zerstörer   |                                                        |                   |                                                             |
| Ajisai (紫陽)      | Dai-16 kuchikukan (第十六駆逐艦), 16. Zerstörer   | Dai-16-Gō kuchikukan (第十六号駆逐艦), Nr.16 Zerstörer | Fuyō (芙蓉)       |                                                             |
| Karukaya (刈萱)    | Dai-18 kuchikukan (第十八駆逐艦), 18. Zerstörer   | Dai-18-Gō kuchikukan (第十八号駆逐艦), Nr.18 Zerstörer | Karukaya (刈萱)   |                                                             |
| Omodaka (沢瀉)     | Dai-20 kuchikukan (第二十駆逐艦), 20. Zerstörer   |                                                        |                   |                                                             |
| Nadeshiko (撫子)   | Dai-22 kuchikukan (第二十二駆逐艦), 22. Zerstörer |                                                        |                   |                                                             |
| Botan (牡丹)       | Dai-24 kuchikukan (第二十四駆逐艦), 24. Zerstörer |                                                        |                   |                                                             |
| Bashō (芭蕉)       | Dai-26 kuchikukan (第二十六駆逐艦), 26. Zerstörer |                                                        |                   |                                                             |

## Technische Beschreibung

### Rumpf
Der Rumpf eines Zerstörers der Wakatake-Klasse war 85,3 Meter lang, 8 Meter breit und hatte bei einer Einsatzverdrängung von 1.117 Tonnen einen Tiefgang von 2,5 Metern.

### Antrieb
Der Antrieb erfolgte durch drei ölbefeuerte Dampferzeuger – Kesseln des Kampon-Typs – und zwei Getriebeturbinensätze mit welcher eine Gesamtleistung von 21.000 PS (15.813 kW) erreicht wurde. Diese gaben ihre Leistung an zwei Wellen mit je einer Schraube ab. Die Höchstgeschwindigkeit betrug 35,5 Knoten (66 km/h). Es konnten 279 Tonnen Kraftstoff gebunkert werden, was zu einer maximalen Fahrstrecke von 3.000 Seemeilen (5.556 km) bei 15 Knoten führte.

### Bewaffnung

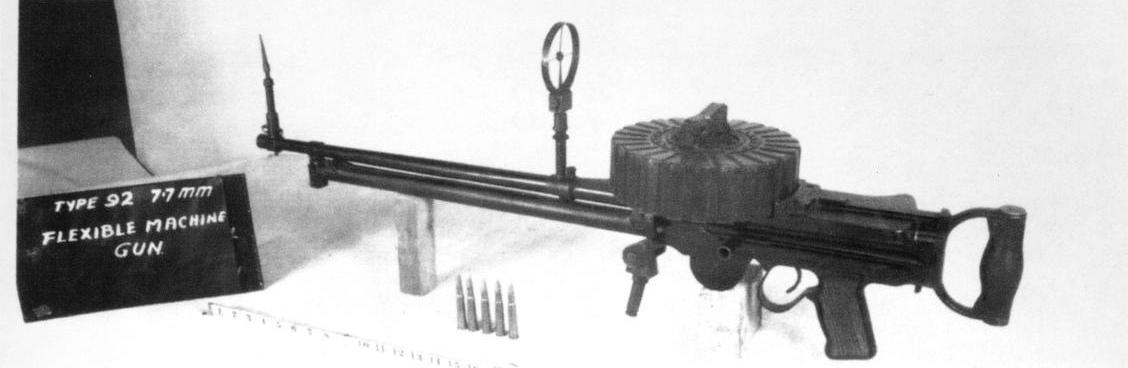
Flugabwehr-Maschinengewehr Typ 92

Bei Indienststellung bestand die Bewaffnung aus drei 12-cm-Geschützen mit Kaliberlänge 45 Typ 3 in drei Einzellafetten mit einfachen Schilden, welche in Bootsmittellinie aufgestellt waren. Zur Flugabwehr standen zwei 7,7-mm-Maschinengewehre Typ 92 zur Verfügung. Des Weiteren befanden sich als Torpedobewaffnung zwei Zweifachtorpedorohrsätze im Kaliber 53,3 cm für Torpedos und zwei Ablaufgestelle für Wasserbomben an Bord.

## Besatzung
Die Besatzung hatte eine Stärke von 110 Offizieren, Unteroffizieren und Mannschaften.